# Translatewiki.net
translatewiki.net, anteriormente chamada Betawiki, é uma plataforma de tradução baseada na web movida pela extensão Translate para MediaWiki. Pode ser usada para traduzir vários tipos de textos, mas é comumente usada para criar localizações para interfaces de software.
Tem cerca de 17.000 tradutores e mais de 120.000 mensagens para traduzir de mais de 50 projetos, incluindo MediaWiki, OpenStreetMap, Encyclopedia of Life e MantisBT.